# Stefano Cardu
Stefano Cardu (Cagliari, 18 novembre 1849 – Roma, 16 novembre 1933) è stato un marinaio, viaggiatore, disegnatore e costruttore edile italiano che visse un lungo periodo nell'antico Siam (l'odierna Thailandia), dove costruì palazzi, ponti e strade per conto della Corte del Siam. Tra gli edifici importanti per la nascente capitale si annoverano il Palazzo del Principe Chaturonratsami (1879), il Royal Military College (1890-92), ma anche l'Hotel Oriental (1890), destinato a ospitare i diplomatici e regnanti in visita alla corte siamese, ora conosciuto con il nome di Mandarin che conserva ancora nelle parti di rappresentanza dell'albergo i caratteri originali. Grazie alle sue spiccate doti, accumulò un vero e proprio tesoro che fu riportato in Italia.

## Biografia
Nacque a Cagliari il 18 novembre 1849 da una famiglia molto modesta di artigiani. Intraprese giovanissimo degli studi nautici. Non potendo resistere alla tentazione di solcare il mare interruppe gli studi contro la volontà dei genitori. Ebbe la brillante idea di portare con sé i costosi libri già acquistati. Durante la navigazione quei libri diventarono un ottimo passatempo. In una breve licenza che gli fu concessa si presentò agli esami scolastici e conseguì la patente di capitano di gran cabotaggio.
Per i seguenti 10 anni navigò praticamente senza interruzione, evitando anche il servizio di leva in quanto unico figlio maschio.
Il destino volle comunque che durante questo periodo di navigazione si verificasse un naufragio, forse a causa di una tempesta che lo costrinse a mettersi in salvo a nuoto nelle acque della Malesia. Si stabilì quindi nell'allora Siam, più precisamente a Bangkok.
Da qui la sua decisione di non proseguire nella carriera da marinaio ma di tentare nuove strade in nuovi ambiti lavorativi. Le uniche cose di cui disponeva erano una spiccata intelligenza, un'ottima predisposizione al disegno tecnico e ingegneristico e un marcato senso estetico per le costruzioni. Fu peraltro il primo italiano a stabilirsi nel Siam.
Il primo lavoro che trovò a Bangkok fu presso un costruttore edile originario dell'Inghilterra, ma già pensava di mettersi in proprio con una sua attività. Proseguendo nel suo intento riuscì ad aprire una segheria e si dedicò totalmente all'edilizia; il legno più usato era il teak, i suoi più grandi ingaggi provenivano da persone private e dalla Corte del Siam la quale arrivò a commissionargli anche ponti e strade. Tra gli edifici importanti per la nascente capitale si annoverano il Palazzo del Principe Chaturonratsami (1879), il Royal Military College (1890-92), ma anche l'Hotel Oriental (1890), destinato a ospitare i diplomatici e regnanti in visita alla corte siamese, ora conosciuto con il nome di Mandarin che conserva ancora nelle parti di rappresentanza dell'albergo i caratteri originali. Tutto questo durò per circa una trentina d'anni durante i quali Stefano Cardu diventò molto ricco accumulando una vera e propria fortuna, sia economica sia artistica, collezionando oggetti di valore.
Padroneggiava correttamente tre lingue: siamese, inglese e francese (oltre alla sua lingua madre), e grazie a queste conoscenze si dedicò molto alla lettura soprattutto riguardante le opere d'arte dei luoghi da lui visitati.
Trascorsi 30 anni decise di tornare in Europa stabilendosi per qualche tempo a Londra depositando al British Museum il suo enorme tesoro accumulato negli anni. Ha continuato tuttavia a spostarsi tra le varie nazioni europee (Inghilterra, Francia e Italia) sinché nel 1900 decise di tornare nella sua città natale.
Dopo aver rifiutato le pressanti offerte di acquisto da parte del museo della sua vasta collezione di oggetti orientali, decise di far viaggiare con sé la sua collezione d'arte. Tornato sull'isola acquistò un vasto terreno nell'hinterland cagliaritano pensando di fare un investimento che però si rivelò una fonte di forti perdite.
Nel 1917 decise di donare la sua collezione al Comune di Cagliari; tentò ancora per una volta di fare degli investimenti che si rivelarono ancora fonti di perdite che lo ridussero quasi in miseria.
Dopo questa serie di sventure decise di trasferirsi a casa del genero a Roma, dove morì a 84 anni il 16 novembre del 1933.
Tuttavia non fu dimenticato dal Comune cagliaritano che decise di esporre la sua collezione d'arte siamese con un museo interamente dedicato a lui.

## Opere (lista parziale)
- Palazzo del Principe Chaturonratsami (1879)
- Chioschi in stile europeo per la cremazione reale (1888)
- The Royal Military College (1890-2)
- Saranom Palace (1892)